# Phú Quốc nemzetközi repülőtér
A Phú Quốc nemzetközi repülőtér (Cảng hàng không quốc tế Phú Quốc, Sân bay quốc tế Phú Quốc) a vietnámi Phú Quốc-sziget nemzetközi repülőtere. Az építés ára kb. 16,2 milliárd VND (810 millió USD), és a tervek szerint több fázisban épül fel. A repülőtér eredetileg 2,5 millió utas fogadására volt képes, a maximális éves kapacitás 7 millió fő. Egy db 3000 m-es kifutópályával rendelkezik, amely alkalmas Airbus a350-es és Boeing 747-es repülőgépek fogadására is.

## Fekvése
Phú Quốc központjától 5 km-re észak-északnyugatra található Kien Giang tartományban. Mintegy 900 ha területet foglal el egy homokos részen, a Dél-kínai-tenger partjának közelében. 

## Története
2008 novemberében átépítés kezdődött, amit 2012-ben fejeztek be. Ez váltotta fel a régi repülőteret.
A Mekong Delta négy kereskedelmi repülőterének egyike (a másik három: a Cần Thơ nemzetközi repülőtér, a Rạch Giá repülőtér és a Cà Mau repülőtér).

## Légitársaságok, célállomások
| Légitársaság             | Úticél |
| ------------------------ | --- |
| Bankok Airways           | Bangkok-Suvarnabhumi |
| China Eastern Airlines   | Szezonális: Kunming-Changshui |
| China Southern Airlines  | Guangzhou-Baiyun |
| Donghai Airways          | Shenzen-Bao'an |
| Jetstar Pacific Airlines | Ho Si Minh-város-Tan Son Nhat, Hanoi-Noi Bai Szezonális charter: Wenzhou-Longwan, Kunming-Changshui                                                                                 |
| Lucky Air                | Kunming-Changshui |
| Neos                     | Szezonális: Milánó-Malpensa |
| Royal Flight             | Szezonális charter: Irkutszk, Krasznojarszk-Yemelyanovo, Novoszibirszk-Tolmachevo, Moszkva-Sheremetyevo, Jekatyerinburg-Koltsovo                                                    |
| TUI Airways              | Szezonális: London-Gatwick Szezonális charter: Koppenhága, Helsinki-Vantaa, Stockholm-Arlanda, Lulea                                                                                |
| VietJet Air              | Hai Phong-Cat Bi, Hanoi-Noi Bai, Ho Si Minh-város-Tan Son Nhat Szezonális charter: Chengdu-Shuangliu, Hangzhou-Xiaoshan, Ningbo-Lishe                                               |
| Vietnam Airlines         | Can Tho, Hanoi-Noi Bai, Ho Si Minh-város-Tan Son Nhat, Sanghaj-Pudong, Siem Reap, Wenzhou-Longwan Charter: Chengdu-Shuangliu, Kunming-Changshui, Szöul-Incheon, Wuxi-Susan-Shuofang |

## Forgalom
Az utasforgalom az elmúlt években az alábbi módon változott:
| Utasok száma | 493 434 | 685 036 | 1 002 750 | 1 467 043 | 2 278 814 | 3 000 000 | 3 400 000 |
|              | 2012    | 2013    | 2014      | 2015      | 2016      | 2017      | 2018      |